# The Connells
The Connells er en rockgruppe fra Raleigh, North Carolina i USA. De spiller en guitaorienteret melodisk powerpop-stil af rockmusik med tekster der reflekterer over Sydstaterne. Selvom de hovedsageligt er inaktive fortsætter bandet med at spille i dag. Det er særlig populære i Europa, hvor deres sang "'74 – '75" fra albummet Ring blev et stort hit Europa i 1995. Sangen toppede som #1 på Sverigetopplistan og VG-lista samt #14 på UK Singles Chart.

## Diskografi

### Albums
- Darker Days (1985)
- Boylan Heights (1987)
- Fun & Games (1989)
- One Simple Word (1990)
- Ring (1993)
- Weird Food and Devastation (1996)
- Still Life (1998)
- Old School Dropouts (2001)

### EP'er
- Hats Off EP (1985)
- New Boy EP (1994)

### Singler
- "Hats Off" (1985)
- "Over There" (1987)
- "Something to Say" (1989)
- "Stone Cold Yesterday" (1990)
- "Get a Gun" (1991)
- "Slackjawed" (1993)
- "New Boy" (1994)
- "'74–'75" (1995)
- "Maybe" (1996)
- "Soul Reactor" (1998)

| Musikgruppe | Spire Denne artikel om en amerikansk musikgruppe er en spire som bør udbygges. Du er velkommen til at hjælpe Wikipedia ved at udvide den. |